# Super Dodge Ball (jeu vidéo, 1987)
Cet article concerne le jeu d'arcade. Pour le jeu NES, voir Super Dodge Ball (jeu vidéo, 1988).
Super Dodge Ball, connu au Japon sous le nom de Nekketsu Kōkō Dodgeball Bu (熱血高校ドッジボール部, Nekketsu Kōkō Dojjibōru Bu), est un jeu vidéo de sports, plus particulièrement basé sur la balle aux prisonniers, développé et édité par Technos Japan et sorti en novembre 1987 dans le monde.

## Système de jeu
L'équipe du joueur est composée de sept membres; Le capitaine de l'équipe (un personnage de grande taille) et six personnages de petite taille. Le capitaine et trois autres membres sont placés à un côté du terrain, tandis que les trois autres se tiennent à l'écart autour de l'équipe concurrente. L'objectif du jeu est d'éliminer les membres de l'équipe adverse de l'autre côté du terrain en lançant le ballon contre eux. Les joueurs qui sont éliminés sont transformés en une caricature d'un ange qui vole vers le haut de l'écran. L'équipe qui reste avec au moins un membre en lice gagne. Si le chronomètre se termine pendant un match, l'équipe avec le plus de membres en lice gagne. La barre de vie du joueur représente le nombre de membres restants, chaque personnage est généralement éliminé après s'être fait touché trois ou quatre fois.